# Peter Borowsky
Peter Borowsky (* 3. Juni 1938 in Angerburg; † 13. Oktober 2000 in Hamburg) war ein deutscher Historiker und Professor für Neuere Geschichte mit dem Schwerpunkt Zeitgeschichte an der Universität Hamburg.

## Leben
Borowsky besuchte im Zweiten Weltkrieg und in der Nachkriegszeit verschiedene Schulen und machte 1959 in Bethel, Bielefeld, das Abitur. Anschließend studierte er von 1959 bis 1965 Geschichte und Latein sowie Pädagogik, Psychologie und Philosophie an den Universitäten Marburg, Freiburg und Hamburg.

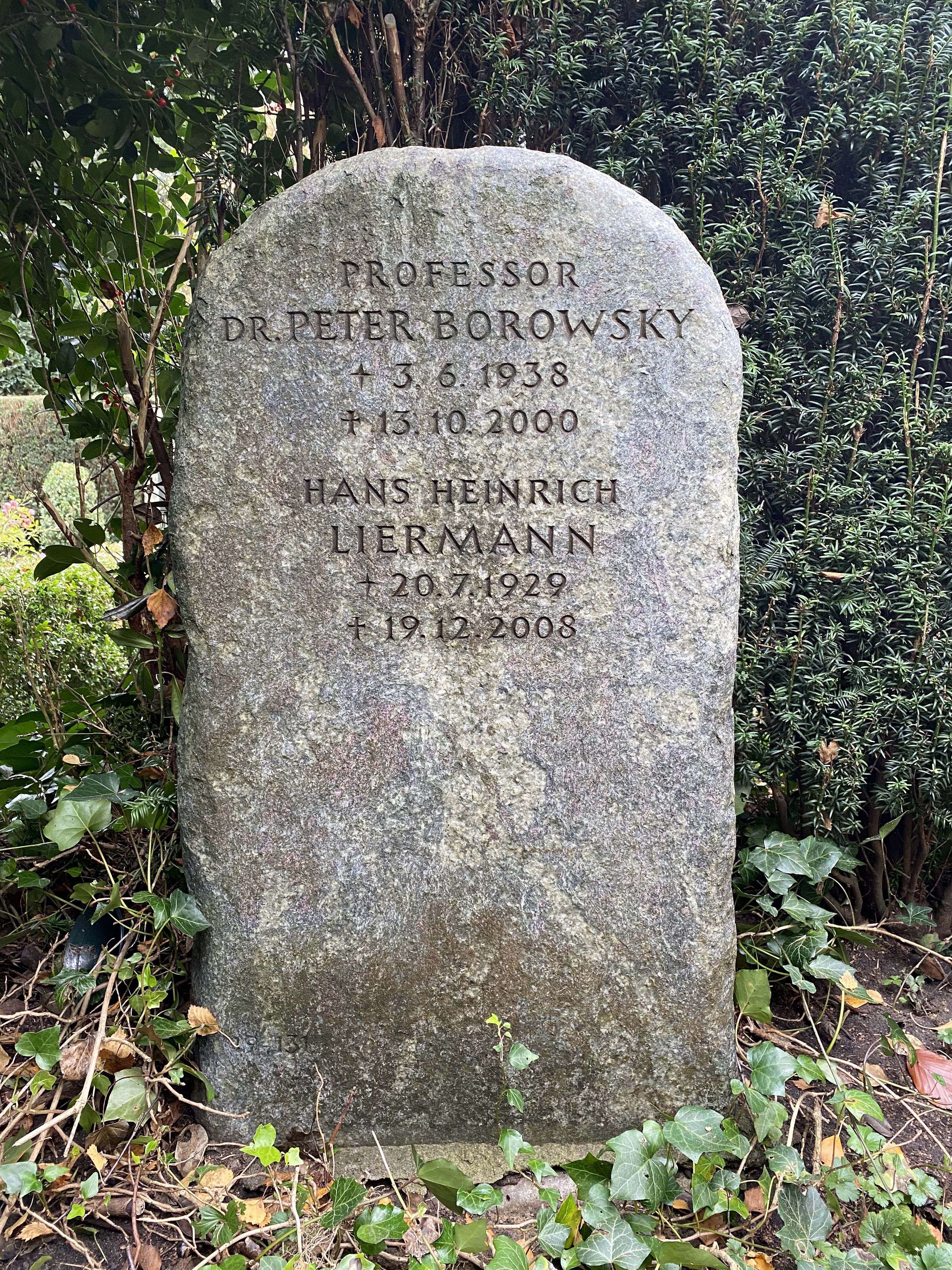
Grabstätte

Nach dem Lehramtsexamen für Gymnasien wurde Borowsky 1966 Wissenschaftlicher Assistent bei Fritz Fischer, bei dem er 1968 über die deutsche Ukrainepolitik 1918 promoviert wurde. 1970 zum Wissenschaftlichen Rat, im Folgejahr zum Wissenschaftlichen Oberrat ernannt, lehrte er weiter Neuere und Neueste Geschichte am Historischen Seminar in Hamburg, daneben seit 1974 auch regelmäßig als Gastprofessor am Smith College in Northampton, Massachusetts, und seit 1991 am Middlebury College im US-Bundesstaat Vermont.
Borowsky habilitierte sich 1991 in Neuerer Geschichte unter besonderer Berücksichtigung der Zeitgeschichte in Hamburg, wo er anschließend als Privatdozent tätig war. Zum Professor wurde er 1996 ernannt, ohne jedoch einen Lehrstuhl zu erhalten.
Borowsky verfasste zahlreiche Beiträge zur osteuropäischen, deutschen und hamburgischen Geschichte des 19. und 20. Jahrhunderts. Seine erstmals 1975 gemeinsam mit Heide Wunder und Barbara Vogel erschienene Einführung in die Geschichtswissenschaft ist bis heute bedeutsam. Für Jugendliche verfasste er eine Hitler-Biografie.
Im Alter von 62 Jahren verstarb Peter Borowsky in Hamburg und wurde auf dem dortigen Nienstedtener Friedhof beigesetzt.

## Schriften (Auswahl)
Zu einem Gesamtverzeichnis der Schriften Borowskys siehe die Bibliographie Peter Borowsky. In: Rainer Hering, Rainer Nicolaysen (Hrsg.): Lebendige Sozialgeschichte. Gedenkschrift für Peter Borowsky. Westdeutscher Verlag, Wiesbaden 2003, ISBN 3-531-13717-4, S. 795–797.
- Deutsche Ukrainepolitik 1918 unter besonderer Berücksichtigung der Wirtschaftsfragen. Matthiesen, Lübeck / Hamburg 1970 (Dissertation; = Historische Studien, Band 416).
- (mit Barbara Vogel und Heide Wunder) Einführung in die Geschichtswissenschaft. I. Grundprobleme, Arbeitsorganisation, Hilfsmittel. Westdeutscher Verlag, Opladen 1975 (5. Auflage 1989; books.google.com [= Studienbücher Moderne Geschichte, Band 1]).
- (mit Barbara Vogel und Heide Wunder) Einführung in die Geschichtswissenschaft. II. Materialien zu Theorie und Methode. Westdeutscher Verlag, Opladen 1975 (2. Aufl. 1980; = Studienbücher Moderne Geschichte, Band 2).
- Adolf Hitler. Dressler, Hamburg 1978 (5. Aufl. 1990; = Dressler Menschen).
- Die Sowjetunion 1917–1982. Schöningh, Paderborn 1986 (= Zeiten und Menschen, Ausgabe Q).
- Deutschland 1970–1976. Fackelträger, Hannover 1980 (= Edition Zeitgeschehen).
- Deutschland 1963–1969. Fackelträger, Hannover 1983 (= Edition Zeitgeschehen).
- Deutschland 1969–1982. Fackelträger, Hannover 1987 (= Edition Zeitgeschehen).
- Deutschland 1945–1969. Fackelträger, Hannover 1993 (= Edition Zeitgeschehen).
- Schlaglichter historischer Forschung. Studien zur deutschen Geschichte im 19. und 20. Jahrhundert. Aus dem Nachlass herausgegeben von Rainer Hering und Rainer Nicolaysen. Hamburg University Press, Hamburg 2005, ISBN 3-937816-17-8 (14 zuvor ungedruckte Manuskripte; Online-Ausgabe: urn:nbn:de:gbv:18-3-93, PDF, 1,4 MB).